# August Elfåker
August Herman Elfåker, född 27 juli 1851 i Älvsåkers socken, Hallands län, död 6 november 1914, var en svensk organist.
Elfåker var musiklärare vid Göteborgs realläroverk 1880–82 samt verksam som organist, lärare och kördirigent i Chicago från 1885. Han komponerade en symfoni som uppfördes i Chicago under anförande av Oscar Ringwall samt kör- och solosånger. Elfåker återvände 1897 till Sverige och bosatte sig då i Stockholm.